# Яхмос-Хенуттамеху
Яхмос-Хенуттамеху («Дитина Місяця; Володарка Нижнього Єгипту») — принцеса і королева кінця XVII — початку XVIII династій Єгипту.

## Сім'я
| N12 · ms | H | W24 · t · tA | M15 |

| N12 · ms | H | W24 · t · tA | M15 |

Яхмос-Хенуттамеху була дочкою фараона Таа II Секененра від його сестри-дружини Яхмос Інхапі. Ймовірно, вона була одружена зі своїм зведеним братом фараоном Яхмосом I, оскільки її титули включають Дружину царя (hmt-nisw), Дружину Великого Царя (hmt-niswt-wrt), Дочку царя (s3t-niswt) і Сестру Царя (snt-niswt). Яхмос-Хенуттамеху була зведеною сестрою Великої Королівської Дружини та Дружини Бога Амона Яхмос-Нефертарі.

## Життя і поховання

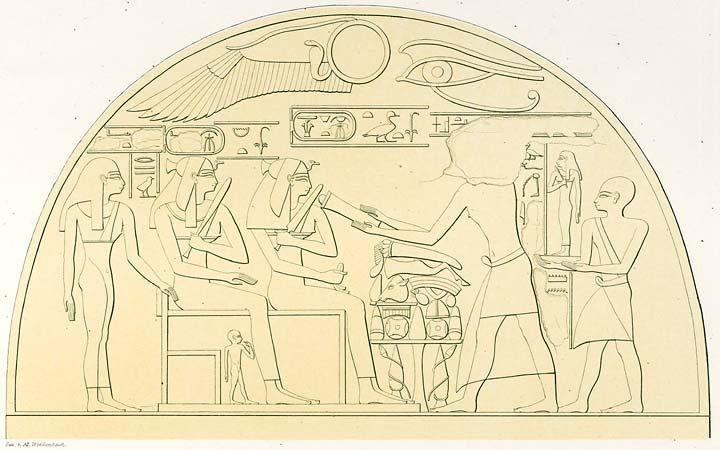
Яхмос-Хенуттамеху зображена з іншою королівською дамою — можливо, її матір'ю Яхмос-Інхапі — позаду неї.

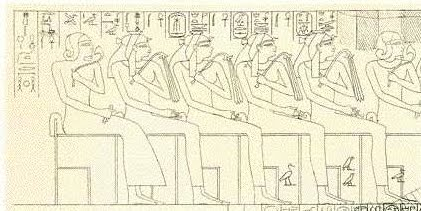
Принц Сіпаїр, невідома королівська дама, королева Яхмос, королева Турес і королева Хенуттамеху — гробниця Хабекнета у Фівах

Про життя Ахмосе-Хенуттамеху відомо небагато. Цариця згадується на стелі, зображеній у «Денкмелері» Карла Ріхарда Лепсіуса.
Мумія Яхмос-Хенуттамеху була виявлена в 1881 році в її власній труні в гробниці DB320 і зараз знаходиться в Єгипетському музеї в Каїрі. У грудні 1882 року її оглянув Гастон Масперо. Хенуттамеху, коли померла, була старою жінкою з потертими зубами. На пов'язках її мумії були написані цитати з Книги мертвих. Ймовірно, вона похована разом з матір'ю; її мумія була доставлена в DB320 разом з іншими муміями після 11 року правління фараона Шошенка I.

Яхмос-Хенуттамеху включений до списку королівських предків, яким поклонялися в Дев'ятнадцятій династії. Вона з'являється в гробниці Хабекхнета у Фівах. У верхньому ряду ліворуч показаний принц Яхмос-Сіпаїр, а Яхмос-Хенуттамеху з'являється як четверта жінка зліва, після Дружини Бога та Леді Двох Земель Яхмос та Дружини Короля Турес.